# Соляниковка
Соляниковка (укр. Соляниківка) — село,
Нечволодовский сельский совет,
Купянский район,
Харьковская область, Украина.
Село ликвидировано в 1987 году.

## Географическое положение
Село Соляниковка находилось на расстоянии в 4 км на север от села Староверовка,
И 2км от села Нечволодовка.

## Известные люди
- Туган-Барановский Михаил Иванович — (8 (20) января 1865 — 21 января 1919) — российский экономист, историк, представитель «легального марксизма»; украинский политик и государственный деятель, родился в селе Соляниковка[2].